# Chewbacca-védelem

Johnnie Cochran a Chewbacca-védelmet használja Séf bácsi ellen a South Park-ban.

A Chewbacca- vagy Csubakka-védelem a South Park Séf-segély című epizódjában alkalmazott kitalált jogi stratégia, melynek elnevezése a Csillagok háborújának egyik szereplőjére, Csubakkára utal; az érvelés célja az esküdtszék szándékos összezavarása. Az elgondolás Johnnie Cochran ügyvéd O. J. Simpson védelmében előadott záróbeszédének kifigurázása Simpson gyilkossági perében.

## Eredet
|  | Alább a cselekmény részletei következnek! |

Az epizódban Séf bácsi felfedezi, hogy Alanis Morissette (kitalált) slágere, a „Büdös banya” ugyanaz a dal, amelyet ő írt évekkel azelőtt, hogy felhagyott zenei karrierjével. Séf kapcsolatba lép a lemezkiadó ügyvezetőjével, mindössze arra kérve, hogy a nevét említsék meg a dal szerzőjeként. Séf bácsi állítását egy húszéves hangfelvétellel bizonyítja, amelyben a dalt énekli.
A lemezcég visszautasítja a vádat, ráadásul beperli Séf bácsit zaklatásért és felbéreli Johnnie Cochrant. A bíróságon Cochran a „híres” Csubakka-védelméhez folyamodik, amelyet az „O. J. perben is használt” (Gerald Broflovski szerint).

CochranHölgyeim és Uraim, mondjuk úgy esküdtek. Séf úr védője azt próbálta elhitetni velünk, hogy kliense 20 éve írta a Büdös Banyát. Sőt, talán el is hitette. Még én is majdnem megsajnáltam őket! De hölgyek és urak, úgymond esküdtek! Csak egy dolgot említenék, ha megengedik. Hölgyek és urak, ez itt Csubakka. Csubakka egy wookie a Kashyyyk bolygóról. De Csubakka az Endor bolygón él. Gondolják csak meg; ennek nincs értelme!
Gerald BroflovskiBassza meg!
Séf bácsiMi az?
GeraldHasználja a Csubakka-védelmet!
CochranMiért akar egy wookie, egy 220 centis wookie az Endoron, 50 centis ewokok között élni? Ennek nincs értelme! De ami még fontosabb: ennek az egésznek mi köze a most tárgyalás alatt lévő ügyhöz? Semmi. Hölgyek és urak, ennek semmi köze az ügyhöz. Ennek nincs értelme. Nézzenek rám! Ügyvédként védek egy hatalmas kiadócéget, és Csubakkáról beszélek. Van ennek értelme? Hölgyek és urak, ennek semmi értelme. Az egésznek nincs értelme. Tehát emlékezniük kell, amikor majd vitázgatnak és döntögetnek az Emancipációs Kiáltványról: van értelme? Nincs. Hölgyek urak, úgymond esküdtszék! Ennek nincs értelme. Ha Csubakka az Endoron él, ítéljenek bűnöst. A védelem végzett.
Ez a legutóbbi kijelentés Johnnie Cochran O.J. Simpson gyilkossági perében elhangzott záróbeszédének paródiája, amikor azt mondja az esküdtszéknek: „Ha nem illik rá, mentsék fel”. Ez utalás az ügy egy korábbi pontjára, amikor Christopher Darden ügyész a gyilkosság helyszínén talált véres kesztyű felpróbálására kérte Simpsont, de az túl kicsinek bizonyult ahhoz, hogy könnyedén fel tudja húzni a kezére, amire előtte egy latex sebészeti kesztyűt is felvett.
Cochran védelme sikeres, az esküdtszék Séf bácsit bűnösnek találta a lemezkiadó cég zaklatásában, büntetését pedig 24 órán belül befizetendő kétmillió dollárban, vagy, ennek elmaradása esetén, négy év börtönben szabta meg.
Végül egy „Séf-segély” koncertet rendeznek Séf bácsi számára, hogy felbérelhesse Johnnie Cochrant és beperelhesse a lemezcéget. A koncerten Johnnie Cochran szíve „hatalmasra nőtt” (hasonlóan A Grincs című filmhez) és ingyen felajánlja szolgálatait Séf bácsinak. Ismét sikerrel alkalmazza a Csubakka-védelmet, így elismerik Séf bácsi szerzői jogát a dalra. A második Csubakka-védelem végén elővesz egy plüssmajmot, és azt mondja: „Tessék, nézzék a majmot. Nézzék az ostoba majmot!”, amitől az egyik esküdt feje felrobban.
Említést érdemel, hogy a Csillagok háborúja univerzum szerint Csubakka egyáltalán nem élt az Endoron. A hamis állítás, hogy az Endoron élt, utalás a Eric Cartman és Kyle közötti vitára a Rózsaszín szem című epizódból.[forrás?]
|  | Itt a vége a cselekmény részletezésének! |

## Használata
Az Associated Press gyászjelentése Cochran-ről megemlítette a Csubakka-védelmet, mint a paródiát, amelynek révén az ügyvéd a popkultúra részévé vált.
Dr. Thomas O'Connor kriminológus szerint, ha DNS-vizsgálat nem menti fel a DNS-mintát adó személyt, „az egyetlen dolog amit tehetünk, hogy megtámadjuk a labort a minőség-ellenőrzés (hiánya) és szakértelme miatt, vagy a »Csubakka-védelmet« használjuk… és elbagatellizáljuk az esküdtek előtt a másik oldal bizonyítékait vagy a valószínűségi becsléseiket.”  Erin Kenneally törvényszéki szakértő egyetért abban, hogy a digitális bizonyítékokkal szemben gyakran alkalmazzák a Csubakka-védelmet önmagában, amikor a számítógépekből és az internetszolgáltatóktól származó törvényszéki bizonyítékokra több alternatív magyarázatot szolgáltatnak, az esküdtek kétségeit növelendő. Kenneally a Csubakka-védelem megcáfolásához is nyújt módszereket. Kenneally és kollégája, Anjali Swienton előadást tartott a témáról a Floridai Állami Bíróságon és a 2005-ös American Academy of Forensic Sciences éves összejövetelén.
A kifejezést a politikai életben is használták már; Ellis Weiner a The Huffington Post-ban arról írt, hogy Dinesh D'Souza a Csubakka-védelmet használta az új képviselőházi elnökről, Nancy Pelosi-ról írt kritikájában. Úgy határozta meg, mint „amikor valaki olyan nyilvánvalóan képtelenséget állít, hogy a hallgató agya teljesen kikapcsol.” 
Magyarországon büntetőeljárásban Polgár Tamás "Tomcat", a Bombagyár blog szerkesztője alkalmazta először. 2009. április 14-én blogjának két olvasója tojásokkal dobálta meg a Pesti Központi Kerületi Bíróságra tárgyalásra érkező Demszky Gábort, Budapest akkori főpolgármesterét, akit Tomcat jelentett fel rágalmazásért. A dobálás miatt garázdaság alapos gyanúja miatt eljárás indult a két dobáló mint elkövető és Tomcat, mint felbujtó ellen. 2009 július 17-i rendőrségi kihallgatásának jegyzőkönyvében betű szerint a következő áll:
„Szeretném elmondani, hogy a Csubakka védelmével élve nyilvánvaló, hogy Csubakka a Kasyik bolygón született két és fél méter magas, ugyanakkor Wicket az Endoron mindössze fél méter magasra nőtt. A kettő között nincs összefüggés és ennek az egésznek nincs értelme, ezért kérem az eljárás megszüntetését.”
Bár Tomcat hibásan idézte az eredeti Csubakka-védelmet, és a rendőr sem helyesen gépelte a neveket, a Csubakka-védelem mégis működött, és megszüntették ellene az eljárást, míg a két elkövető ellen, akik nem alkalmazták a kifinomult jogi trükköt, vádat emeltek. [forrás?]
Welsz Tamás, a becsődölt Sólyom Hungarian Airways légitársaság vevőjeként bejelentett Charity March Kft. ügyvezetője így reagált az RTL Klubnak arra, hogy körözi őt a rendőrség Panamában:
„Számomra nagyon meglepő, hogy nagyon-nagyon sok rosszindulatú megjegyzést kaptunk ezzel kapcsolatban, pedig hát ezeknek az embereknek tudniuk kéne, hogy ugye ha a spirituális oldalt nézzük, akkor igenis Magyarországon van Európa szívcsakrája”
Magyarország Kormánya a vasárnapi boltzár visszavonásáról rendelkező törvényjavaslat általános indoklásában az alábbi formában alkalmazta:
"Mivel a vasárnapi munkavégzés tilalma kapcsán népszavazásra kerülhet sor, fontos mérlegelnünk, hogy milyen 'történelmi helyzetben kerül sor népszavazásra egy ilyen kérdésben. A kormány számára ma a legfontosabb kérdés a Brüsszel által szorgalmazott kényszerbetelepítés elleni egységes fellépés. Sokak számára az a cél, hogy a kényszerbetelepítés elleni egységes nemzeti fellépést megakadályozzák. Ezt megengedni felelőtlenség lenne."
Valószínűleg ez a Csubakka-védelem első alkalmazása valamely állam törvényhozásának jogalkotási folyamata során.

## Lásd még
- Séf-segély
- Entiméma – Cochran logikájának magyarázata
- A tea ára Kínában – kifejezés a beszélgetés jelenlegi témájához nem kapcsolódó dolgokra (angol nyelvű)
- SCO-Linux viták, egy hosszasan elhúzódó jogi vita, amelyben a ködösítés módszerével éltek (angol nyelvű)